# Olivia Benson
Olivia Margaret Benson es un personaje ficticio de la serie de la NBC del drama policíaco, La ley y el orden: Unidad de víctimas especiales, interpretado por la actriz Mariska Hargitay. Su compañero fue el detective Elliot Stabler encarnado por Christopher Meloni durante 12 temporadas. En la temporada 13 su compañero es el detective Nick Amaro (Danny Pino). Benson trabaja en la Unidad de Víctimas Especiales, donde se investigan delítos de índole sexual. En la temporada 15 es ascendida a sargento y, cuando el capitán Cragen se retira, queda como comandante de la unidad.

## Biografía
Olivia nació en Manhattan (7 de febrero de 1968), producto de una violación a su madre Serena Benson por Joseph Hollister, un vendedor de alimentos. En un episodio, ella descubre y tiene conocimiento de su padre, quien estaba al tanto su vida. Tiene un medio hermano (Simon Marsden), hijo del matrimonio que su padre llevaba, que conoció pasando su ADN ilegalmente por la base de datos.
Olivia intentó adoptar pero rechazaron su petición pues en ese momento, era soltera, no tenía familia, trabaja a cualquier hora y no la vieron como "el mejor material materno". [cita requerida] Fue tutora legal de dos niños: la primera, una niña prematura de cinco meses dejada por su madre. La bebé necesitaba una operación urgente y Olivia tenía que decidir si operarla o no, pero en ese instante la bebé muere. El segundo, es un adolescente llamado Calvin Arliss. Ella se identificó con la madre de él, Vivian, también producto de violación (incluso Benson cree que pueden ser hermanas, pues las madres de ambas fueron violadas en una cafetería en el mismo año). Calvin y Olivia fueron separados después de que Vivian hablara con el padre del chico para cederle la guardia legal a los abuelos paternos de Calvin.[cita requerida] En el final de la temporada 15 adopta a Noah Porter después de que mataran a su madre llamada Ellie.
Olivia Benson mantuvo una relación con el detective Brian Cassidy en las temporadas 14 y 15; y con el capitán Ed Tucker en las temporadas 17 y 18.

## Asalto sexual
En el episodio 15 (Undercover) de la temporada 9, Benson se hace pasar por una presa en la prisión de Sealview, para investigar una acusación de violación cometida por un oficial de correccionales llamado Lowell Harris. Este ataca a Olivia e intenta forzarla a practicarle sexo oral pero, antes de lograrlo, Fin Tutuola –encubierto como guardia– la rescata. Finalmente, Harris es despedido y arrestado cuando la víctima y Olivia declaran que tiene un lunar en el pene.
Al final del capítulo 24 (Her Negotiation) de la temporada 14, Olivia es secuestrada en su casa por William Lewis (un criminal a quien persiguió en ese capítulo). Durante el capítulo 1 (Surrender Benson) de la temporada 15, Lewis la mantiene retenida durante 4 días, trasladándola por varias ubicaciones, obligándola a consumir drogas y alcohol. Finalmente, en una casa vacía la tortura y cuando pretendía violarla, es interrumpido por el ama de llaves de la casa. Olivia logra desprender el tubo de hierro de la cama donde estaba esposada y deja inconsciente a Lewis, quien en el episodio número 10 (Psycho Teraphist), es juzgado y declarado culpable en 2 de los 4 cargos que enfrentó. Meses después, en el episodio 20 (Beast's Obsession), Lewis escapa de la prisión fingiendo un paro cardíaco para ser trasladado a un hospital, donde se fuga. Manda a Olivia un videomensaje donde diciéndole: "buenos días cariño, te extrañé", Olivia de inmediato lidera una brigada en su búsqueda, pero pronto es relevada por el peligro que corría, y se le asigna seguridad las 24 horas. Lewis después de haberse escapado, viola y asesina nuevamente y, en esta ocasión, secuestra a una niña de 12 años para llamar la atención de Olivia, pues esta se volvió su obsesión (por ser la única víctima que se le escapó). Olivia escapa de los agentes de seguridad que la cuidaban para rescatar de Lewis a la niña. Al encontrarse nuevamente con su agresor cara a cara, este la desarma, la secuestra de nuevo, y la lleva donde tenía a la niña. Ahí la amarra a una mesa, la comienza a tocar sexualmente y cuando está a punto de violarla decide no hacerlo, ya que Olivia, estando en shock, no mostraba resistencia, lo cual a Lewis no le pareció excitante. Entonces tomando un revólver, coloca una bala, y obliga a Olivia a jugar con él, el juego de la "ruleta rusa". Lewis se puso primero el arma en la cabeza, apretó el gatillo, pero no disparó la bala, después en el turno de Olivia, como esta se rehusaba, Lewis puso otra arma en la cabeza de la niña para obligar a Olivia a jugar, Olivia entonces puso su arma en la cabeza y apretó el gatillo y la bala de nuevo no disparó, así les siguió sucediendo un par de ocasiones más a ambos, hasta que quedaron solo dos tiros por hacer. Era el turno de Lewis, este puso entonces el arma en su cabeza y apretó el gatillo, la bala no salió, Olivia comenzó a llorar y a temblar sabiendo que era su turno y que iba a morir, Lewis entonces le dijo "Fin del juego, Di adiós Olivia", y el mismo le apuntó a la cabeza de Olivia quien cerró los ojos y espero el final, pero entonces Lewis acercó su cabeza a la de ella y movió el arma apuntándose directamente a él para hacer creer que fue Olivia quien le disparó, afianzando la confesión de ésta con respecto a que le atacó brutalmente cuando él estaba reducido tras los 4 días de secuestro. Al final Lewis dispara, la niña grita, seguido del grito de Olivia, Lewis cae muerto en la mesa donde tenía amarrada a Olivia, mientras que ella termina con la sangre de Lewis en la cara, terminando así este capítulo. En el siguiente episodio (Post-Mortem Blues) Olivia es investigada por la muerte de Lewis, pero es exonerada de toda acusación.